# Anthonema revolutum
Anthonema revolutum är en rundmaskart som beskrevs av Nathan Augustus Cobb 1905. Anthonema revolutum ingår i släktet Anthonema och familjen Leptolaimidae. Inga underarter finns listade i Catalogue of Life.